# Hyundai Dynasty
Der Hyundai Dynasty ist eine Oberklasselimousine, die im Jahre 1996 debütierte. Um den Dynasty von seinem kleineren Plattform-Bruder Hyundai Grandeur zu differenzieren, kennzeichnete Hyundai den Dynasty mit einem speziell entworfenen Logo. Der Hyundai Dynasty wurde bis zur Einstellung im Jahre 2005 in Ulsan, Südkorea produziert.

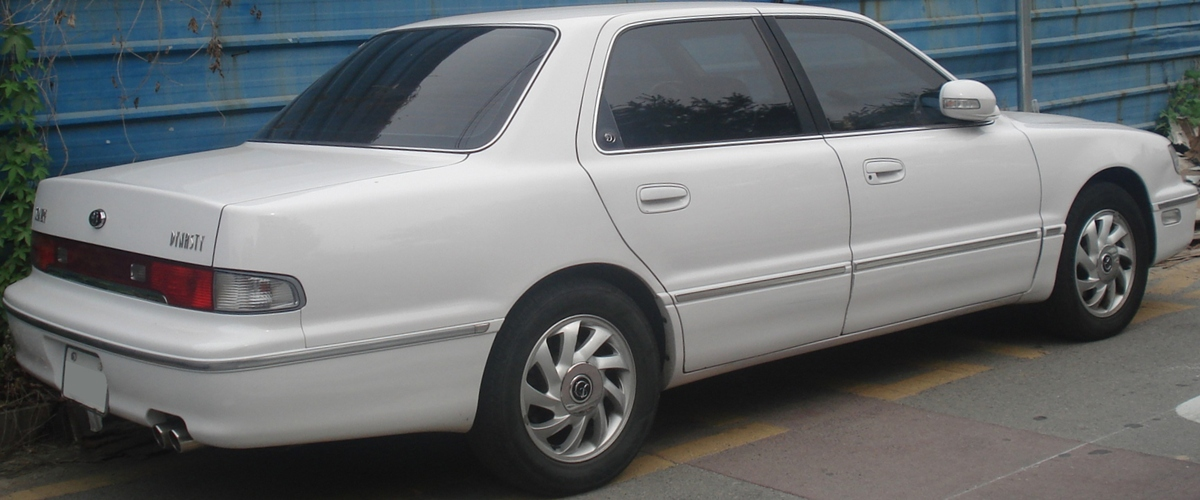
Heckansicht